# Gilad Hochman
Gilad Hochman (geboren 26. Juli 1982 in Herzlia) ist ein israelischer Komponist, der seit 2007 in Berlin arbeitet.

## Leben
Gilad Hochman studierte beim Komponisten Gil Shohat an der  Buchman-Mehta School of Music der Universität Tel Aviv. Mit 22 Jahren war er Composer in Residence bei der „Ra’anana Symphonette“. Die Stadt Ra’anana ehrte ihn 2007. Er gründete und leitete das „Arco String Ensemble“ und die „New Sounds concert series“ der „Israel Composers’ League“. Mit 24 Jahren erhielt er 2007 als der bis dahin Jüngste den israelischen „Prime Minister’s Award“ für Komposition.
Hochman verbindet in seinen Kompositionen die klassische Musikausbildung mit der jüdischen Musiktradition und den Erfahrungen der israelischen Musik.
Hochman wurde 2009 zur Internationalen Chorbiennale nach Aachen eingeladen. Im November 2009 wurden seine Kompositionen in der Mainzer Musikhochschule zur Aufführung gebracht. Solisten der Bochumer Symphoniker führten im April 2011 in Bochum das kammermusikalische Werk auf.

## Werke (Auswahl)
- Variationen für Violine solo
- Rhapsodie für Cello solo
- Akeda für Viola solo
- Monolog für Saxophon solo
- Berlin Beat für Marimba Solo
- Two Episodes für Mandoline solo
- Pia-no! für Klavier
- Prayer without Words für Saxophon und Harfe
- Quest für Saxophon und Klavier
- Slightly Disturbed Monodrama für Violine, Klarinette und Cello
- Brief Memories für Streichtrio
- The Creation Septet für Sopran und Ensemble
- Lior für Sopran und Ensemble
- River of Silence für Sopran, Theorbe und Schlagzeug
- Whom My Soul Loveth für Cello und Chor
- On the Verge of an Abyss für Vokalensemble a cappella
- Shedun Fini für Klarinette, Cello und Klavier - Hommage an Franz Schuberts Sinfonie in h-Moll
- Szymborska für Frauenensemble a cappella
- Voice for für Violine und großes Ensemble
- Concertino für Streichorchester und Flöte obbligato
- A Voice in the Wilderness für Symphonieorchester
- Nedudim ("wanderings")- Fantasia-Concertante für Mandoline und Streichorchester
- Suspended Reality für Symphonieorchester